# Ca' d'Oro
Ca' d'Oro (Zlatý dům) je palác a muzeum v Benátkách u kanálu Canal Grande. Budovu ve stylu flamboyantní gotiky nechal postavit Marino Contarini v letech 1421 až 1442, architektem byl Bartolomeo Buon. Své jméno palác získal podle luxusního vzhledu, původně hojně využívajícího malířské výzdoby a zlacení. Budova postupně pustla, až ji roku 1895 koupil baron Giorgio Franchetti, který ji nechal restaurovat, přeměnil na muzeum a později ji věnoval italskému státu. Roku 1927 tak zde vznikla galérie Galleria Giorgio Franchetti alla Ca' d'Oro. Ve stálých sbírkách zde jsou zastoupeni například Andrea Mantegna, Giovanni Domenico Tiepolo, Jacopo da Pontormo, Anthonis van Dyck, Francesco Guardi nebo Tullio Lombardo.